# Dieter Burr
Dieter Burr (* 1957 in Backnang) ist ein deutscher Steuerberater, vereidigter Buchprüfer und Politiker. Von Januar 2010 bis Januar 2015 war er Bundesvorsitzender der AUF – Partei für Arbeit, Umwelt und Familie.

## Leben
Burr absolvierte von 1977 bis 1980 eine Ausbildung zum Diplom-Finanzwirt bei der Finanzverwaltung Baden-Württemberg und arbeitete im Anschluss dort von 1980 bis 1983 als Sachbearbeiter. Danach war er von 1983 bis 1988 in einem Steuerbüro als Büroleiter tätig. Seit 1989 arbeitet er als selbständiger Steuerberater in Weissach.
Von 1990 bis 2008 war Burr Mitglied im Vorstand des Christlichen Lebenszentrums Langenburg. Des Weiteren war er von 1993 bis 2008 Mitglied im Deutschlandvorstand der ICCC Deutschland e.V. Seit 1994 ist er als Referent tätig und beschäftigt sich mit den Themen Wirtschaftsordnung, Geld und Finanzen.
Nachdem er von 2005 bis 2007 Mitglied in der Partei Bibeltreuer Christen war, war er Januar 2008 Gründungsmitglied der AUF – Partei für Arbeit, Umwelt und Familie und fungierte von diesem Zeitpunkt bis Januar 2010 als Bundesschatzmeister. Von Januar 2010 bis Januar 2015 war er Bundesvorsitzender der AUF – Partei für Arbeit, Umwelt und Familie. 
2009 und 2014 kandidierte er bei der Europawahl sowie 2011 bei der Landtagswahl Baden-Württemberg.
Dieter Burr ist verheiratet und hat zwei Kinder.